# Džinovski
Džinovski je debitantski studijski album hrvatskog punk rock sastava Hladno pivo. Objavljen je 1993. u izdanju diskografske kuće Croatia Records. Album donosi neke od najvećih hitova i najpoznatijih pjesama Hladnog piva kao što su "Pjevajte nešto ljubavno", "Sarma", "Buba švabe" i "Trening za umiranje".

## O albumu
Naprodavaniji je album ovog sastava. U godinu dana nakon izdavanja prodan je u 5000 primjeraka. Osim na CD-u objavljen je i na audio kaseti. Džinovski je također jedan od najprodavanijih albuma domaće punk scene.
Sniman je u studenom 1992. u studiju Best Music Denisa Mujadžića. Album je završen 29. studenog. Dobio je ime po uzrečici tadašnjeg basista Tadije Martinovića, koja je u to vrijeme bila "Ždereš mi džinovskog."
Uz većinu autorskih pjesama na albumu se pojavljuje i nekoliko obrada pjesama stranih izvođača. Pjesma »Buba švabe« odbrada je pjesme »Spiders in the Dressing Room« engleske punk rock skupine The Toy Dolls.  Skladba »Für immer Punk« (na njemačkom zauvijek punk) prerada je velikog hita »Forever Young« njemačke skupine Alphaville čije je tekstove preradio njemački punk rock sastav Die Goldenen Zitronen. Hladno pivo izvodi inačicu gotovo istovjetnu njihovoj izvedbi. Pjesmu »Marihuana«  također izvodi isti njemački sastav. Pjesma je inače obrada američke pjesme »I Like Marijuana«, njujorške skupine David Peel & the Lower East Side.
Album je nagrađen Porinom na prvoj dodjeli ove nagrade, godine 1994, u kategoriji najboljeg albuma alternativnog rocka.
Reizdanje albuma iz 2004. donosi tri dodatne skladbe, »Buntovnik«, »Niemals« otpjevanu na njemačkom ('niemals', nikad, na njemačkom), te instrumental »Outro«.

## Popis skladbi
1. "Pjevajte nešto ljubavno" - 2:10
2. "Marija" - 1:21
3. "Princeza" - 1:17
4. "A, što dalje..." - 2:18
5. "Marihuana" - 1:32
6. "Buba švabe" - 1:54
7. "Sarma" - 3:13
8. "Für immer Punk" - 2:32
9. "Dobro veče" – 2:40
10. "Narcisoidni psi" - 1:51
11. "Marginalci" - 1:32
12. "Zakaj se tak oblačiš" - 2:06
13. "Heroin" - 1:28
14. "Trening za umiranje" - 3:15
15. "Čelične zavjese" - 1:30
16. "Odjava programa" - 2:22
17. "Buntovnik" – 2:15
18. "Niemals" - 1:34
19. "Outro" - 1:58

## Izvođači
- Milan Kekin - Mile (vokal)
- Zoran Subošić - Zoki (gitara)
- Mladen Subošić - Suba (bubnjevi)
- Tadija Martinović - Tedi (bas-gitara)

## Vanjske poveznice
- Croatia Records